# Léon Gaucherel
Pour les articles homonymes, voir Gaucherel.
Léon Gaucherel, né le 21 mai 1816 à Paris où il est mort le 7 janvier 1886, est un graveur et peintre français.

## Biographie
Léon Gaucherel apprend son art auprès de son ami d'enfance Eugène Viollet-le-Duc qu'il accompagne jusqu'en Sicile entre 1836 et 1837. Il illustre un Projet de restauration de Notre-Dame proposé par Viollet-le-Duc et Jean-Baptiste-Antoine Lassus en 1843.
En 1844, il passe maître dans la pratique de l'eau-forte — il fut surnommé « le père de l'eau-forte » —, puis abandonne peu à peu la production d'estampes originales et vers 1858 pour se tourner vers la gravure de reproduction ; il produit des gravures pour la Gazette des beaux-arts, ou les Annales archéologiques, représentant des paysages et des motifs décoratifs architecturaux. Membre actif de la Société des aquafortistes, produisant pour elle l'album Nature morte (1866), il promeut les graveurs à l'eau-forte et fait entrer cette technique au Salon.
Il devient en 1875 le directeur artistique de la revue hebdomadaire illustré L'Art, fondée par Eugène Véron. Il recrute entre autres Auguste-Hilaire Léveillé et quantité d'autres graveurs pour les illustrations dans le texte.
Il est l'auteur de nombreuses aquarelles, de dessins et de portraits.
Le musée d'art et d'histoire de Sainte-Menehould conserve quelques-unes de ses estampes.

## Distinctions
- 3e médaille au Salon de 1853
- 2e médaille au Salon de 1855
- chevalier de la Légion d'honneur en 1864

## Quelques œuvres
- Paysage à la barrière[3]
- Vue de Venise[4]
- À Venise (1873, gravure)
- Bateau de pêche sur la côte normande
- Église de Saint-Fiacre Le Faouët (plusieurs lithographies)

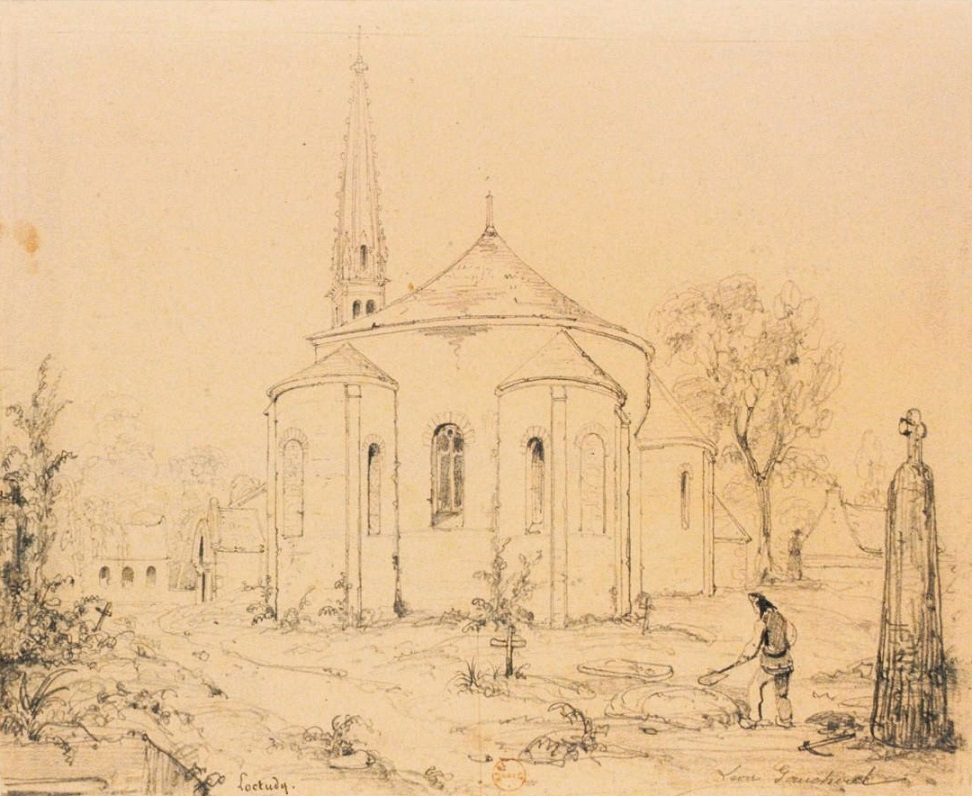
Loctudy : l'église Saint-Tudy (dessin, 1840).
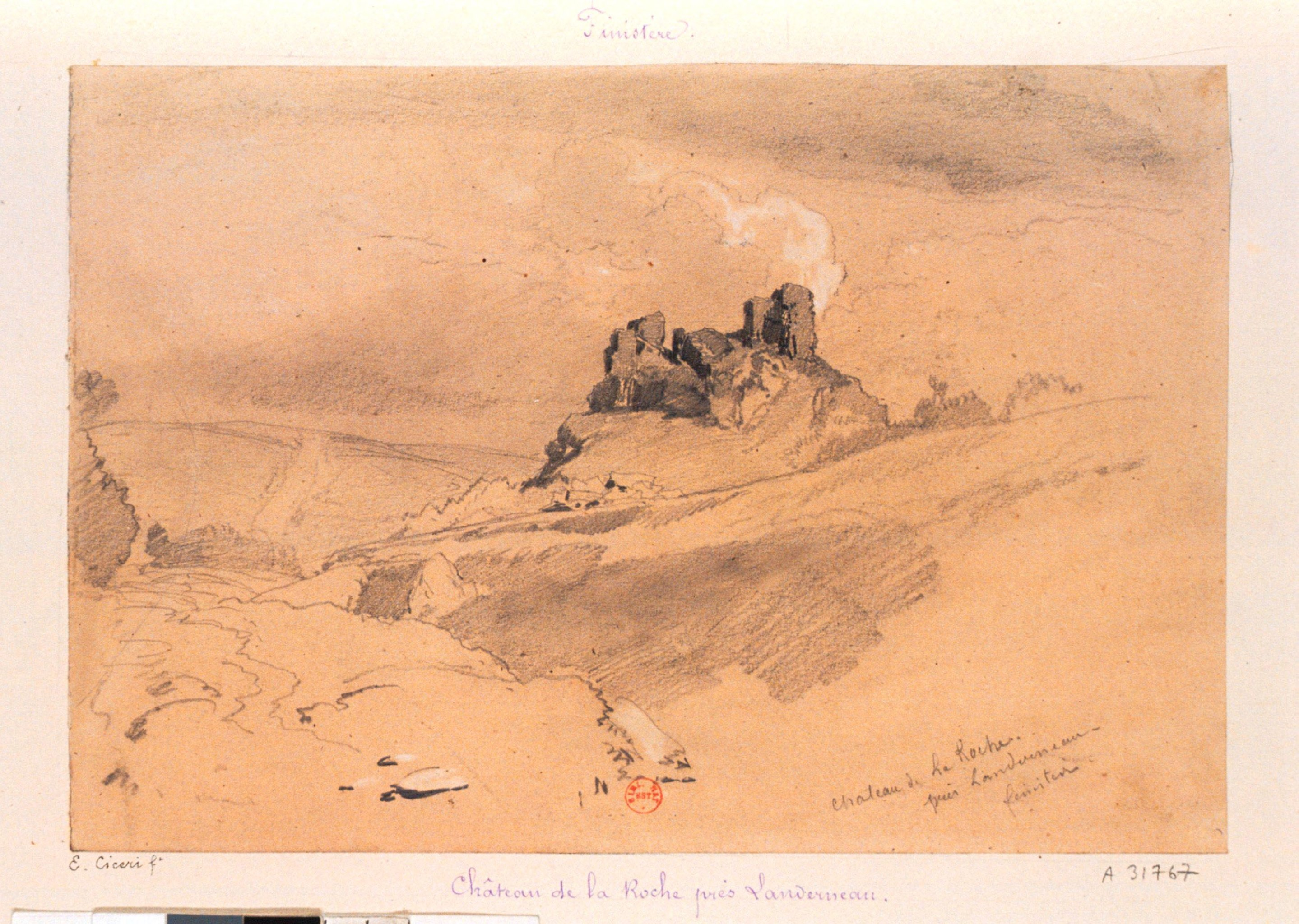
La Roche-Maurice (dessin, 1840).
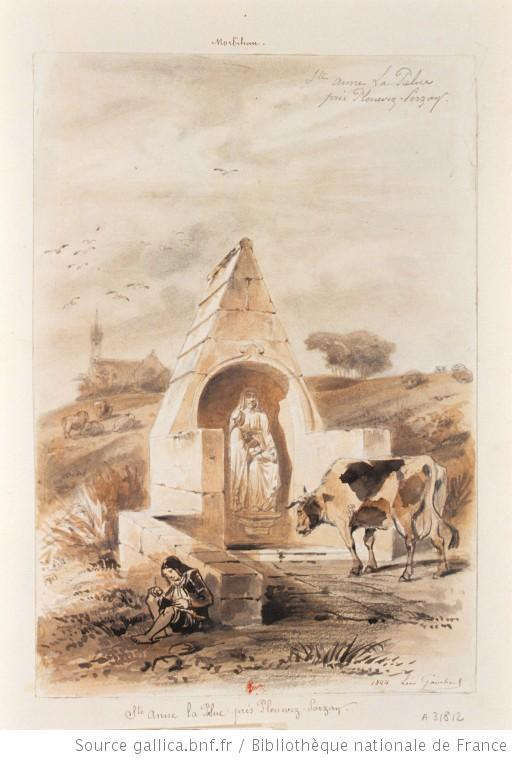
Fontaine de Sainte-Anne-la-Palud (dessin, 1844).
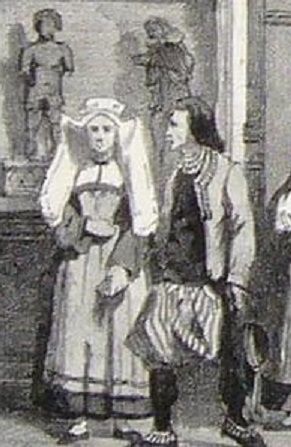
Paysans du Faouët église Saint-Fiacre (lithographie, 1845)
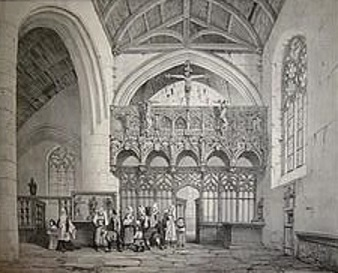
Église Saint-Fiacre Le Faouët (lithographie, 1845)
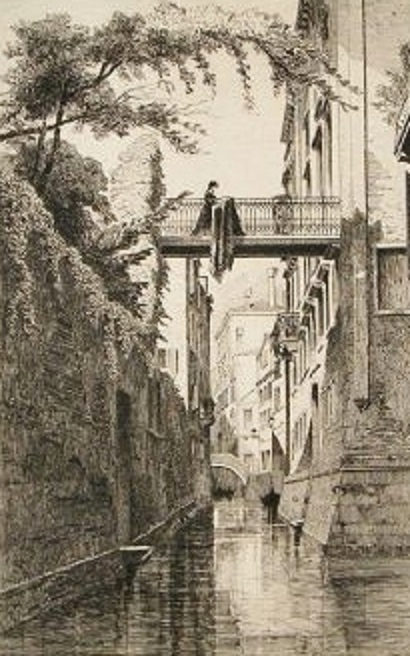
À Venise (gravure, 1873)

## Élèves
- Eugène Abot (1836-1894)
- Eugène-André Champollion (1848-1901)
- Augustin Mongin (1843-1911)
- Louis Monziès (1849-1930)
- Daniel Mordant
- Edmond Ramus
- Henri Toussaint (1849-1911)